# 葉榮
葉榮（英語：Yip Wing，1986年11月15日—），祖籍福建福清，信奉基督教。他曾是香港民主派政黨工黨籍政治人物，前香港沙田區議會頌安選區議員。於2015年香港區議會選舉中首次當選，並成為沙田區議會頌安區區議員，亦是香港首位傷健人士出身的區議員。

## 生平
出生於中國大陸，因出生時醫療失誤導致頸椎受損，所以終身需要坐輪椅，就讀香港紅十字會甘迺迪中心。葉榮讀畢電腦程式基礎文憑後，本可繼續升學，卻因交通不便而放棄。自從畢業後，便投身職場。在2013年至2015年於張超雄議員地區辦事處擔任議員助理，同時亦是馬鞍山區的社區幹事。於2015年香港區議會選舉以2,506票擊敗取得2,376票的民建聯雙料議員葛珮帆，並首度成為區議員。

## 政治生涯
2012年3月12日，梁振英競選行政長官時，葉榮曾在中環用輪椅擋住梁的座駕。
2012年3月25日，梁振英當選行政長官，葉榮在點票會場外示威，警察聲稱危險，用橙色膠繩包圍他一人。葉榮開動輪椅衝開警方防線，用脖子撞斷索帶。
2013年1月，到立法會議員張超雄議員辦事處工作，並成為議員助理，後來轉到馬鞍山地區辦事處工作，成為香港首位「輪椅社區幹事」。
2014年3月30日，葉榮參與了泛民普選絕食團所舉行的「絕食為普選」行動，絕食了54小時。
2014年4月7日，因《大公報》於3月31日的報章中將「弱者」與「殘疾人士」畫上等號，葉榮指該報導涉歧視殘疾人士，便連同3位失明人及4位義工一起前往大公報請願要求道歉。
2014年6月，葉榮在立法會財委會審議新界東北新發展區前期工程撥款期間，多次連人帶輪椅撞向立法會玻璃大門抗議，他事後被捕，「踢保」獲釋，表明會繼續公民抗命。
2015年3月，工黨召開記者會，向傳媒公開出選區議會的人選，葉榮成為工黨社區主任，並聲言爭逐頌安選區議席。尋求再度連任的葛珮帆與工黨所派出的葉榮爭奪議席。他在2015年10月3日報名參選
2015年11月22日，葉榮最終在當屆的區議會選舉中得票2506票，以130票之差擊敗民建聯葛珮帆當選，公佈選舉結果之前葉榮表示一直抱著「必輸」的心態出選。當選後葉榮表示身為殘疾人士，選舉結果意義重大，是締造奇蹟。他亦呼籲其他殘疾人士站出來，為自己和香港人發聲。他亦期望他的當選能改變社會對殘疾人士觀感。
2016年1月1日，頌安街市的商戶就領展加租問題向葉榮求助。最終，葉榮與商戶聯手爭取到由本來加七成租，降到三成多，而領展本要求商戶繳交的一筆5至10萬元裝修費，現只需統一繳交3萬元。
2019年香港區議會選舉，民建聯改派龔美姿參選，期望取回失落四年的席位，結果葉榮以過六成得票的4,665票多於龔的2,993票並成功連任。
2021年7月，葉榮宣佈辭去沙田區議員的職務。

### 歷屆選舉結果
| 政党   | 政党   | 候选人    | 票数  | %     | ±      |
| ------ | ------ | --------- | ----- | ----- | ------ |
|        | 工黨   | ①. 葉榮   | 4,665 | 60.92 | +9.59  |
|        | 民建聯 | ②. 龔美姿 | 2,993 | 39.08 | -9.59  |
| 多数票 | 多数票 | 多数票    | 1,672 | 21.83 | 不適用 |

| 政党   | 政党   | 候选人    | 票数  | %     | ±      |
| ------ | ------ | --------- | ----- | ----- | ------ |
|        | 民建聯 | ①. 葛珮帆 | 2,376 | 48.67 | -10.12 |
|        | 工黨   | ②. 葉榮   | 2,506 | 51.33 | 不適用 |
| 多数票 | 多数票 | 多数票    | 130   | 2.66  | -14.92 |

## 爭議
2020年7月，香港出現第三波COVID-19疫情，葉榮指接獲頌安邨居民投訴，稱在封場措施下仍有人撕去封條到球場內聚集。葉榮遂通知房屋署，把邨內三個籃球場的籃球框暫時拆除，並在Facebook發佈貼文，隨即引來網民批評熱議，指其治標不治本。他其後回應指，這只是為居民的健康著想，解封後會盡快裝回籃球框。

## 軼事
- 葉榮曾經參與謝安琪《山林道》的MV拍攝。[13]